# Николина Кујача
Николина Кујача (Струга, 30. мај 1974) је македонска филмска, позоришна и гласовна глумица.

## Биографија
Николина Кујача рођена је 30. маја 1974. године у Струги. Дипломирала је на одсеку за глуму на Факултету драмских уметности у Скопљу 1999. године у класи професора Кирила Ристоског. Наступала је као слободна уметница на позоришним позорницама широм Северне Македоније. Стални је члан ансамбла Македонског народног позоришта од 2006. године. Бави се и синхронизацијом на српски и македонски језик у студију „Кларион”.

## Филмографија
| Год.  | Назив                  | Улога          |
| ----- | ---------------------- | -------------- |
| 1997. |                        | невеста        |
| 2001. | Прашина                | Неда           |
| 2004. | Големата вода          | Аритонова жена |
| 2006. | Стрмоглави             | Нате           |
| 2007. | Јас сум од Титов Велес | Сапфо          |
| 2010. |                        | Мирсада        |
| 2016. | Ослобођење Скопља      | Сара Росман    |
| 2017. |                        | Петрова мајка  |
| 2018. | Еј!                    | Неона          |
| 2019. | Преспав                | жена           |
| 2020. |                        | мајка          |

## Улоге у српским синхронизацијама
| Цртани филм                          | Улога                 |
| ------------------------------------ | --------------------- |
| Анималија (Кларион)                  |                       |
| Барби и Крцко Орашчић (Кларион)      | Барби/Клара           |
| Барби: Лабудово језеро (Кларион)     | Барби/Одет            |
| Барби: Феритопија (Кларион)          | Елина                 |
| Барби: Чаробни пегаз (Кларион)       | Аника, Бријета        |
| Барбини дневници (Кларион)           | Барби                 |
| Барби и три мускетара (Кларион)      | Арамина               |
| Барби у причи о сирени (Кларион)     | Фелон, Зајли          |
| Барби у модној бајци (Кларион)       | Барби                 |
| Барби: Савршени Божић (Кларион)      | Барби                 |
| Барби: Марипоза и кристални вилењаци | Марипоза              |
| Мери-Кејт и Ешли у акцији            | Мери-Кејт Олсен/Мисти |
| Мистерије госпође Малард             | споредне улоге        |
| Чаробне зубне виле                   | споредне улоге        |
| Чаробница Лили                       | споредне улоге        |